# しゅうさえこ
しゅう さえこ（本名：村田 佐枝子（むらた さえこ）、1956年10月18日 - ）は、日本の歌手、シンガーソングライター。愛称は「さっこおねえさん」。兵庫県西宮市出身。身長163.5cm。夫は建築家の村田琢真。息子が2人おり、長男は歌手でCarnavacationのメンバーである村田匠、次男はラグビー選手でNECのフランカーである村田毅。

## 経歴
兵庫県生まれ、東京都育ち。大阪府出身。小学4年生の時に合唱団に入団。東京都立竹早高等学校、東京芸術大学音楽学部声楽科卒業。
1981年4月から1983年3月まで、NHKテレビの『おかあさんといっしょ』で、14代目のうたのおねえさんを務めた。在任期間は2年。共演のうたのおにいさんは同期で5代目のかしわ哲と6代目の林アキラ（この時期は3人体制、同時に就任）。共演のたいそうのおにいさんは8代目の瀬戸口清文、身体表現のおねえさんは同期で初代の馮智英（同時に就任。馮は元々はうたのおねえさんを志望しており、1980年にオーディションを受けたが、しゅうに敗れる形で落選した。しかし新コーナー「ハイ・ポーズ」の初代身体表現のおねえさん（現・たいそうのおねえさん）として敗者復活の上でしゅうと同時に起用された）。
2009年7月22日放送の『おかあさんといっしょ 50周年特集』に、同期で5代目うたのおにいさんのかしわ哲・6代目うたのおにいさんの林アキラと共にゲスト出演。
2019年8月12日放送の『おかあさんといっしょ 60年スペシャル』では、15代目うたのおねえさんの森みゆき、18代目うたのおねえさんのつのだりょうこ、19代目うたのおねえさんのはいだしょうこと共にゲスト出演を果たした。

## おかあさんといっしょ　ファミリーコンサート
| 公演   | タイトル                 | 出演者（一部を除く） |
| ------ | ------------------------ | --- |
| 1989年 | おかあさんといっしょ30年 | 坂田おさむ、神崎ゆう子、馮智英、天野勝弘 じゃじゃまる、ぴっころ、ぽろり 眞理ヨシコ、中野慶子、竹前文子、砂川啓介 中川順子、片桐和子、瀬端優美子、森晴美 斉藤昌子、田中星児、斉藤伸子、松熊由紀 奈々瀬ひとみ、水木一郎、たいらいさお、宮内良 しゅうさえこ、かしわ哲、林アキラ ブンブン、つねきち、ごじゃえもん |
| 1999年 | 40周年 うたのパーティ    | 杉田あきひろ、つのだりょうこ、佐藤弘道、タリキヨコ スプー、みど、ふぁど、れっしー、空男 眞理ヨシコ、しゅうさえこ、森みゆき 坂田おさむ、神崎ゆう子、速水けんたろう、茂森あゆみ |

## ディスコグラフィー

### シングル
| 発売年月日     | A面                               | B面                                          | レーベル                                 | 規格品番  | 備考                                                                                       |
| -------------- | --------------------------------- | -------------------------------------------- | ---------------------------------------- | --------- | ------------------------------------------------------------------------------------------ |
| 1984年10月20日 | ねェねェコアラさん                | きみは生きてるぬいぐるみ                     | 東芝EMI                                  | TC-16014  | コアラ初来日時に制作された曲                                                               |
| 1985年         | こんにちわ 地球家族               | 出会い                                       | 東芝EMI                                  | TP-17763  | 映画『こんにちわ地球家族 マザー・テレサと国際養子』主題歌                                  |
| 1993年12月15日 | きっとしあわせ                    | エアロビ・ママ                               | 東芝EMI                                  | TODT-3149 | 「きっとしあわせ」は『みんなのうた』より                                                   |
| 1995年4月26日  | いつもの笑顔で                    | 雨のめがみ                                   | 東芝EMI                                  | TODT-3470 | 「いつもの笑顔で」は『みんなのうた』より                                                   |
| 1997年12月10日 | 今                                | ダイニングテーブル                           | 東芝EMI                                  | TODT-5085 | 「今」は雪印企業イメージソング 「ダイニングテーブル」はNHK『バラエティーざっくばらん』より |
| 1999年3月5日   | おジャ魔女カーニバル!! （MAHO堂） | きっと明日は                                 | バンダイ・ミュージックエンタテインメント | APDM-5059 | ABC･ANB系『おジャ魔女どれみ』より                                                          |
| 2017年1月      | きぼうの桜 （ひまわりキッズ）     | きぼうの桜 ひとつぶの奇跡 （ひまわりキッズ） | キングレコード                           | NMAX-1262 | 宇宙桜キャンペーンソング                                                                   |

### アルバム
| 発売年月日     | タイトル                                                      | レーベル       | 規格品番  | 備考                                    |
| -------------- | ------------------------------------------------------------- | -------------- | --------- | --------------------------------------- |
| 1983年         | さっこおねえさんといっしょ みんなでうたうたのしいこどものうた | 東芝EMI        | TC-50128  |                                         |
| 1984年         | さっこおねえさんといっしょ ちびっこらんど                     | 東芝EMI        | TC-50129  |                                         |
| 1984年         | さっこおねえさんといっしょ このゆびとまれ!                    | 東芝EMI        | TC-50131  |                                         |
| 1984年         | さっこおねえさんといっしょ 出会い                             | 東芝EMI        | TC-50132  |                                         |
| 1991年9月27日  | あしたもいいことあるように                                    | 東芝EMI        | TOCT-6292 |                                         |
| 1994年4月8日   | 夢のはじまり〜きっとしあわせ                                  | 東芝EMI        | TOCT-8279 |                                         |
| 1996年4月24日  | マジック・サンドイッチⅠ〜いいうたみつけた〜                   | 東芝EMI        | TOCT-9424 | 「しゅうさえこ×デューク・エイセス」名義 |
| 1997年6月25日  | マジック・サンドイッチⅡ〜あこがれをだいて〜                   | 東芝EMI        | TOCT-9864 | 「しゅうさえこ×デューク・エイセス」名義 |
| 1998年6月20日  | 夢のまほう                                                    | 音楽之友社     | OCD-0580  |                                         |
| 2005年10月26日 | この道〜しゅうさえこの世界〜                                  | サウンドエコー | SEC-0510  |                                         |
| 2012年12月16日 | 出会い〜しゅうさえこの世界〜                                  | サウンドエコー | SEC-1212  |                                         |
| 2018年10月     | 夢みる子ねこランド                                            | MK             | SACD-0097 | 金井昌子作品集                          |

## 主な代表作品
- きっとしあわせ - 作詞、歌（NHK『みんなのうた』）
- いつもの笑顔で - 作詞、歌（NHK『みんなのうた』）
- 夢のまほう - 作詞、歌（NHK『みんなのうた』）
- あ・い・う・え・おにぎり - 作詞、作曲、歌（NHK『おかあさんといっしょ』）
- 今 - 作詞、作曲、歌（雪印グループCMテーマ曲）
- ダイニングテーブル - 作詞、歌（NHK『ざっくばらん』今月の歌）
- タオタオと仲間達 - 作詞、作曲、歌（アニメビデオ『タオタオ絵本館』）
- きっと明日は - 歌（テレビアニメ『おジャ魔女どれみ』エンディングテーマ）
- ありがとうのやくそく - 作曲、歌（CD『おもいでのはじまり〜卒園式・入園式のうた〜』キングレコード KICG-8258）